# Mariensäule (Litomyšl)

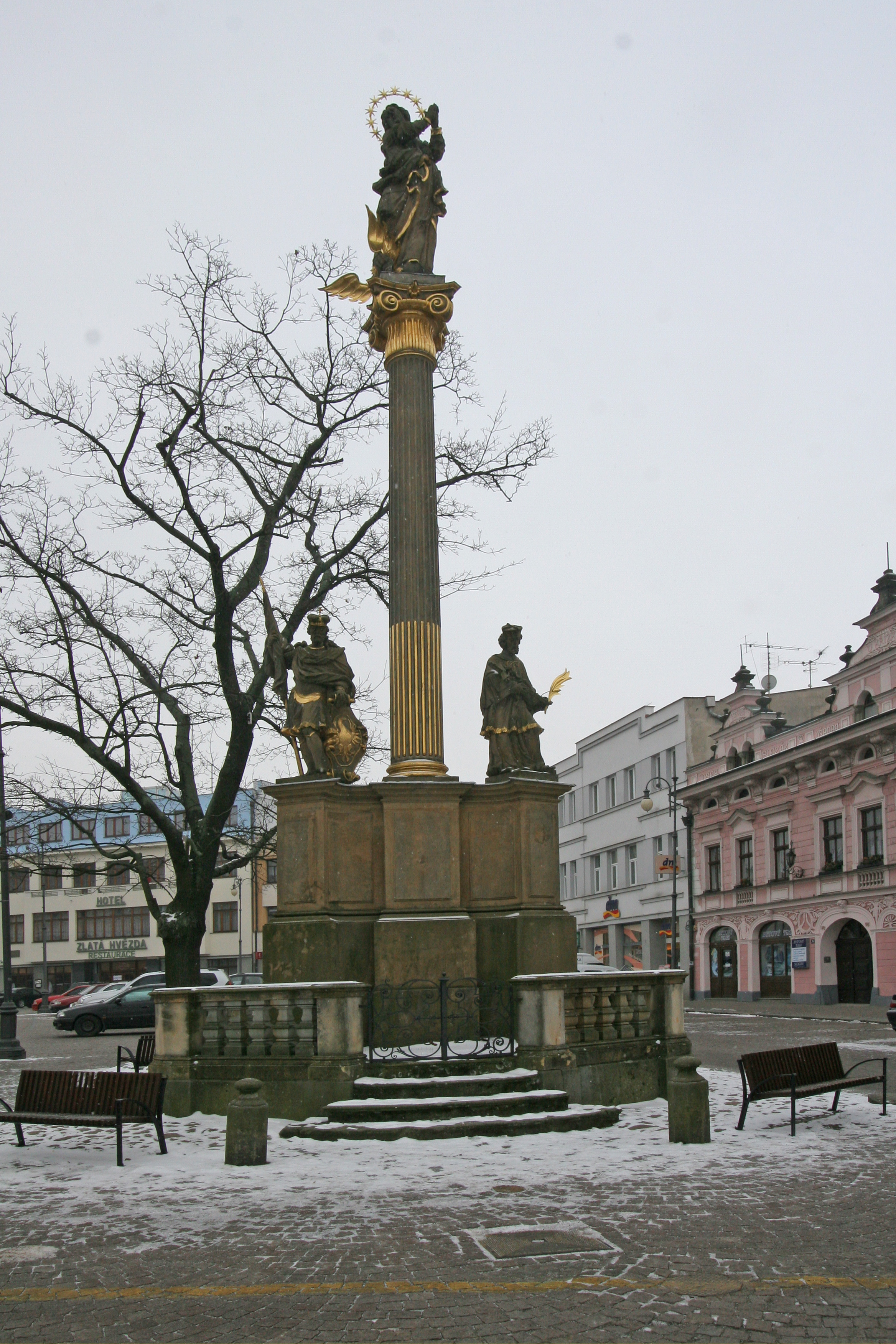
Mariensäule in Litomyšl

Die Mariensäule in Litomyšl (deutsch Leitomischl), einer Stadt im Bezirk Svitavy in der ostböhmischen Region Pardubice, wurde 1716 errichtet. Die Mariensäule auf dem Marktplatz ist ein geschütztes Kulturdenkmal.
Die elf Meter hohe Säule mit der Figur der Muttergottes wird umgeben vom heiligen Wenzel und vom heiligen Johannes von Nepomuk. Sie wurde vermutlich nach einem Entwurf von Giovanni Battista Alliprandi erbaut. Die Figuren wurden von Antonín Appeller geschaffen.